# Весике
Весике (латыш. Vesiķis, лат. Vesike; ? — не раньше 1219 года, Ливония) — один из племенных вождей ливов (ливский князь Турайдских земель), живших на правом берегу Гауи. Возможно, Весике жил в городище Viešu kalna.
Весике впервые в источниках упомянут в 1212 году, когда происходило восстание аутинское восстание. Весике был предводителем Гауиских ливов и латгальцев, сопротивлявшихся против крестоносцев. Весикс участвовал в защите замка Саттезеле от крестоносцев летом 1212 года. Подожженный Турайдский замок, по-видимому, сподвиг Весике присоединиться к Дабрелу и защитить замок от нападения крестоносцев.
Весике также участвовал в военных действиях против эстонцев. В 1218 году, когда эстонцы из Самсалы вторглись в Ледургский край, Весикс с ливами, которые ему подчинялись, помог отбить Ледурский край и преследовал бегущее эстонское войско. Весикс также участвовал в походе на эстонцев в 1219 году. Весикс возглавлял один из трех отрядов крестоносцев.